# GYKI 53655
GYKI 53655 - 2,3-бензодіазепін, неконкурентний антагоніст АМРА- та каїнатних рецепторів: блокує гомомерні каїнатні рецептори, що складаються з субодиниць GluK3 (ІС50 = 63 μМ), а також гетеромерні, що складаються з субодиниць GluK3 та GluK2b/R (ІС50 = 32 μМ). Функціональний аналог GYKI 52466. На відміну від інших бензодіазепінів, на ГАМКА-рецептори ніякого впливу не завдає. В дослідах на тваринах здатний подовжувати час життя при загальній MgCl-індукованій ішемії, та виявляє антиконвульсантні властивості.